# Viscum
Viscum és un gènere de plantes paràsites distribuït a les zones temperades i tropicals d'Europa, Àsia, Austràlàsia i Àfrica. El nom vesc, que designa l'espècie autòctona de Catalunya i el País Valencià, el Viscum album, s'empra de vegades per a referir-se al gènere sencer.

## Descripció
Plantes paràsites (xuclen la sava del seu hoste) de diversos arbres (pins, avets, pollancres, roures erc). Tija de 30 a 100 cm de llarg. Fulles enteres de fins a 8 cm de llarg amb la cutícula endurida i disposades de forma oposada. Flors poc vistoses i fruits en drupa esfèrica blanca o groga.
El fruit, menjat pels ocells, és dispersat per ells als diversos arbres.

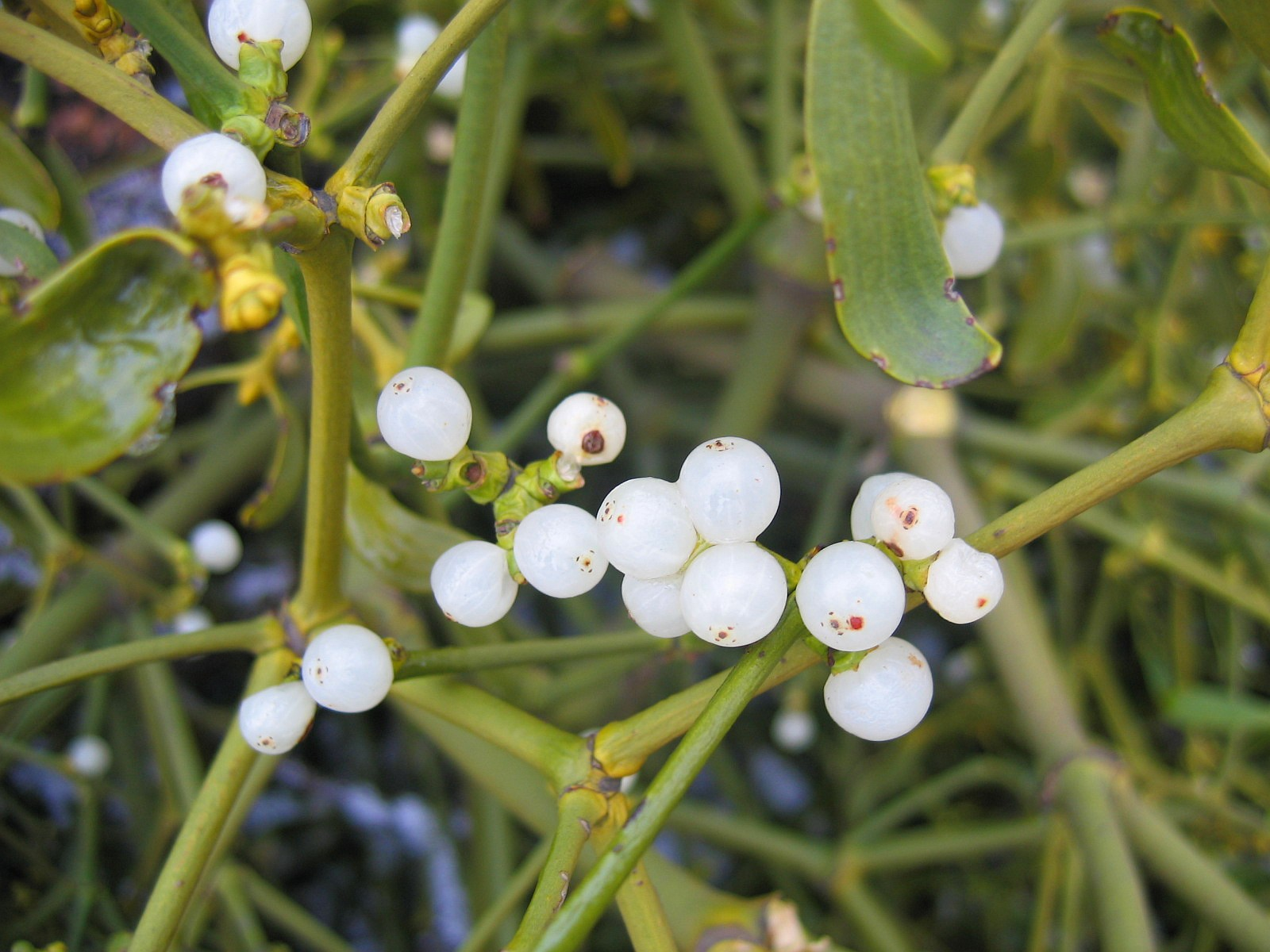
Fruits de Viscum album
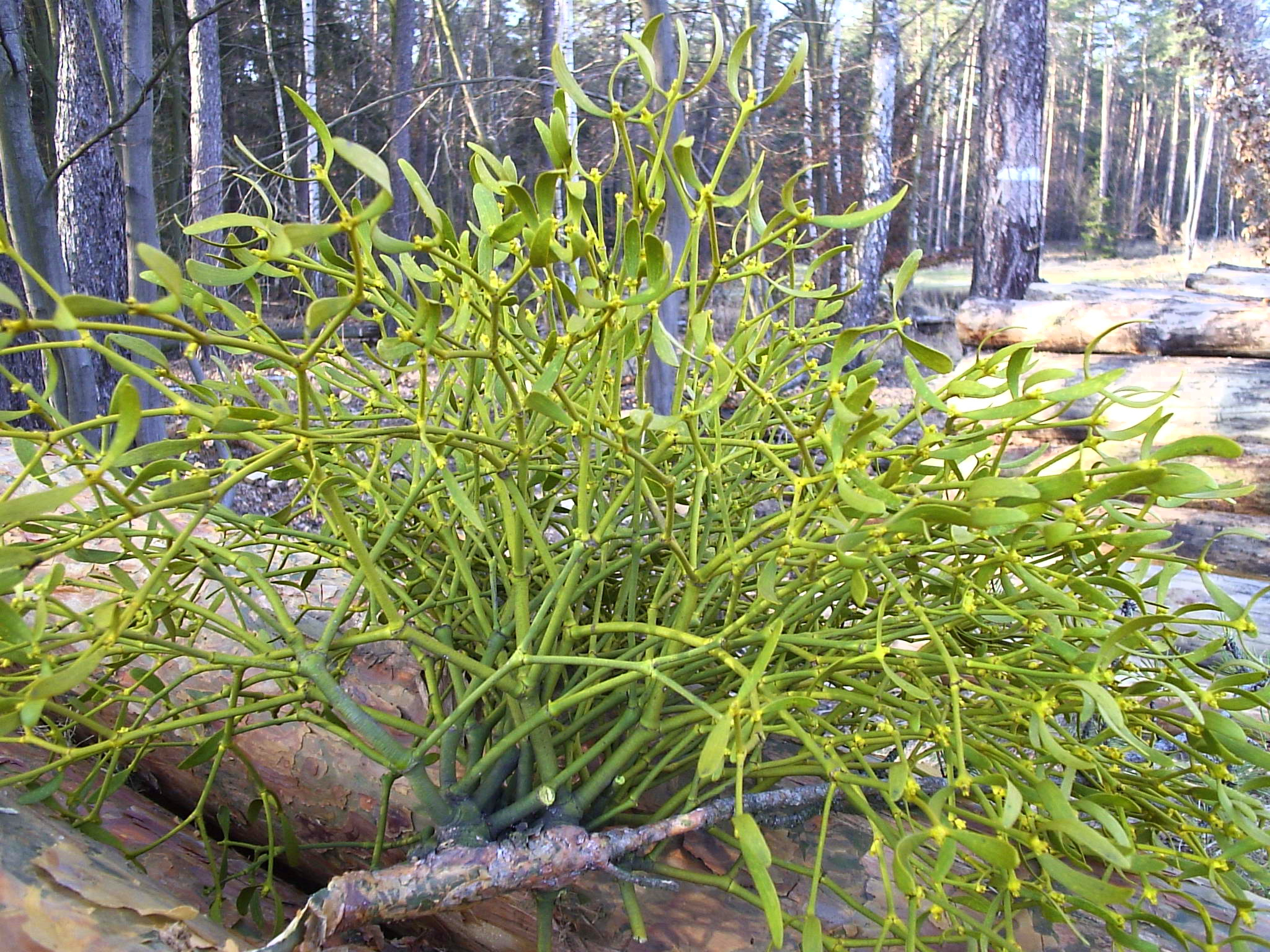
Plantes de vesc sobre pi roig (Pinus sylvestris)
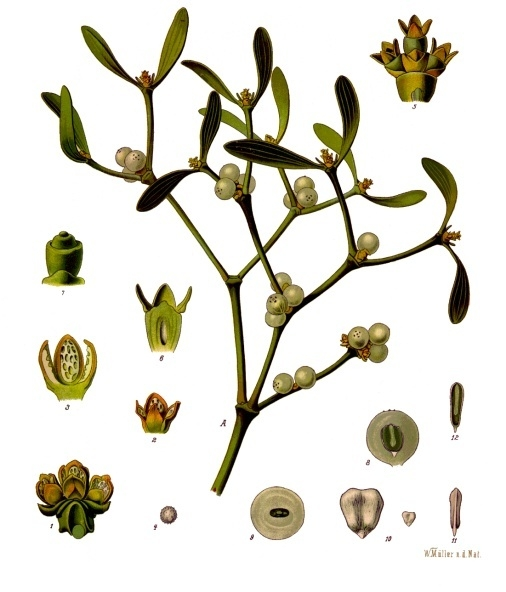
Il·lustració del segle xix per Köhler
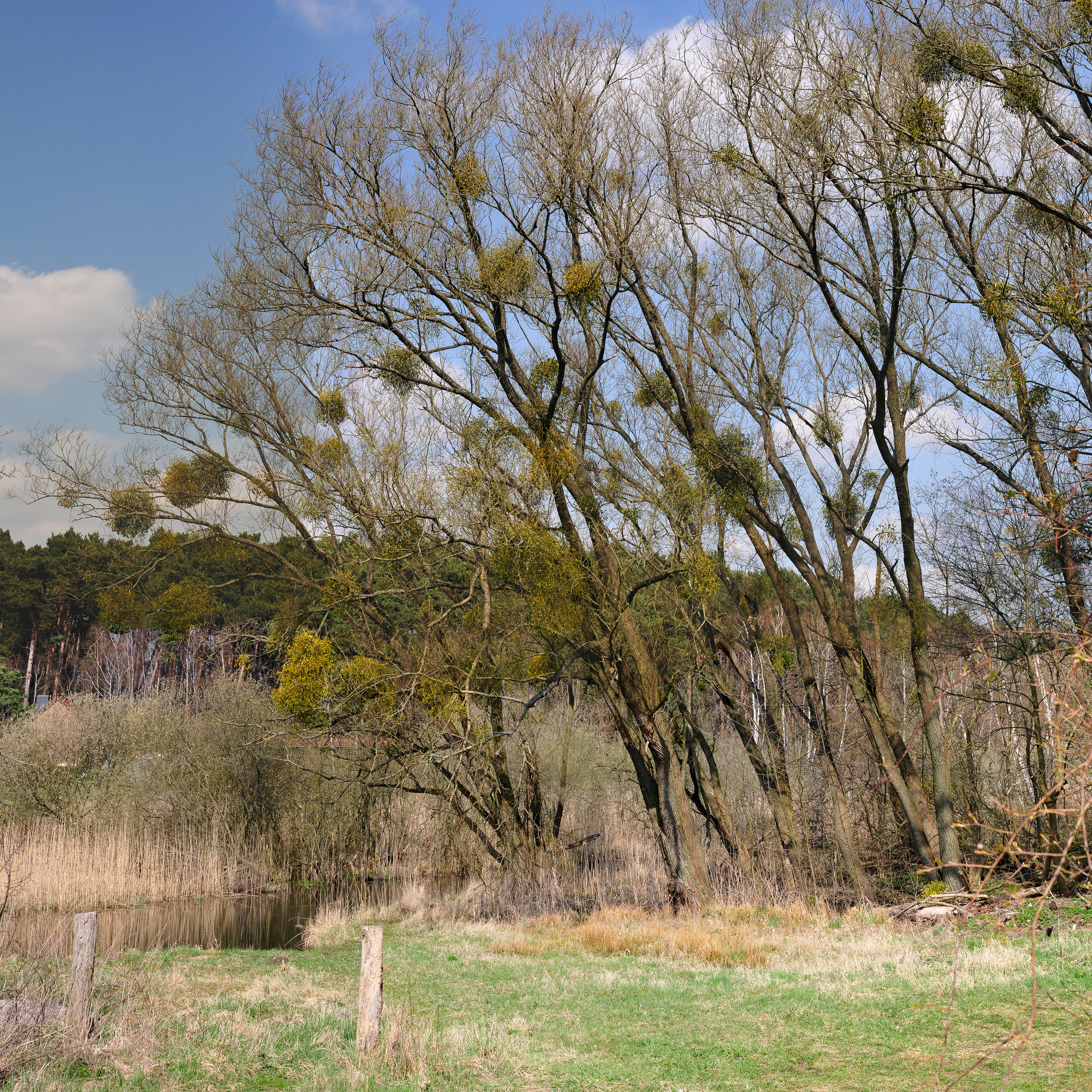